# Фредеріксберг (місто)

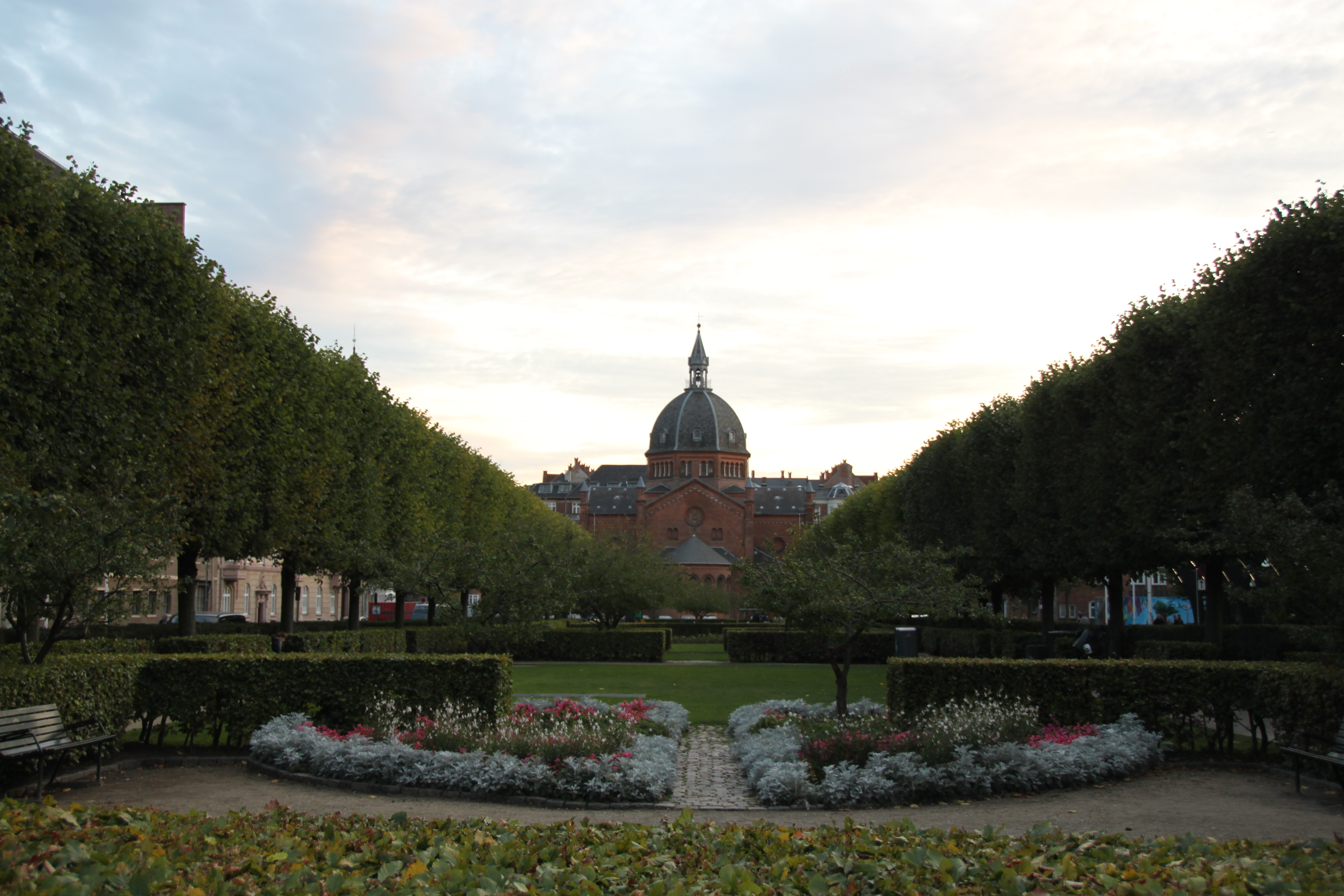
Площа Юліуса Томсена і церква Св. Маркуса

Фредеріксберг (у 1651-1703 Новий Амагер) дан. Frederiksberg) — місто в Данії, на сході Столичного регіону, адміністративний центр комуни Фредеріксберг. Населення 1 030 (1787); 8 164 (1860); 16 878 (1870); 76 231 (1901); 104 815 (1921); 118 993 (1950); 101 874 (1970); 88 287 (1980); 85 611 (1990); 90 327 (2000); 91 886 (2005); 95 029 (2009); 102 717 (2014).
Історія Фредеріксберга починається 2 червня 1651 року, коли король Фредерік III заснував нове місто, назвавши його Новий Амагер. 1697 року значна частина міста згоріла.
У 1700-1703 рр. король Фредерік IV будує палац, який називає Фредеріксберг. Також він відновлює місто і надає йому офіційну назву Фредеріксберг. З сільського містечка Фредеріксберг перетворюється на купецьке місто. Втім, населення зростало повільно - так, з 1770 по 1850 роки воно зросло з 1 до 3 тисяч мешканців.
Все змінилося 1852 року, коли парламент зняв обмеження, які забороняли постійне будівництво за межами міських стін Копенгагена. Майже відразу ж почали розбудовуватися численні житлові райони, зокрема зростав і Фредеріксберг. Швидкими темпами зростало населення - вже у 1900 році населення досягло майже 80 тисяч, а у 1950 році місто досягло свого піка з населенням у майже 120 тисяч осіб.
1864 року через місто було відкрито залізничне сполучення. 2003 року у місті відкрито станцію Копенгагенського метрополітену.
Сьогодні місто майже повністю складається з 3-5-поверхових житлових будинків, великих будинків для однієї сім'ї, і великих парків; залишаються лише кілька невеликих районів з легкою промисловістю. 
Фактично Фредеріксберг, що за населенням посідає 5 місце у країні, є великою зеленою зоною, містом-супутником Копенгагена. Місто вважається престижним районом проживання.
Географічно Фредеріксберг повністю оточений містечками, що увійшли до меж Копенгагена ще 1901 року, проте дотепер у склад столиці місто не включене і залишається окремим поселенням.
У місті з 1713 року діє Королівська Данська офіцерська академія.

## Пам'ятки та визначні місця
- Палац Фредеріксберг (1699-1735);
- Кирха (1732-34);
- Кирха Св.Лукаса (1897);
- Кирха Св.Маркуса (1898);
- Кирха Св.Томаса (1900-02);
- Кирха Солб'єрг (1908);
- Кирха (1911);
- Парк Фредеріксберг.

## Відомі особистості
У місті народились:
- Андерс Боделсен (1937—2021) — данський письменник.
- Віллі Серенсен (1929—2001) — данський письменник, перекладач, філософ.